# Logozohè
Logozohè est l'un des quatorze arrondissements de la commune de Savalou dans le département des Collines au centre du Bénin.

## Géographie
L'arrondissement de Logozohè est situé au centre du Bénin et compte 6 villages. Il s'agit de : 
- Bame
- Honnoukon
- Klougo
- Loukintowin
- Segui
- Sozoume.

## Démographie
Selon le recensement de la population de 2013 conduit par l'Institut national de la statistique et de l'analyse économique (INSAE), Logozohè compte 4435 habitants.